# لارس بژنس
لارس بژنس (انگلیسی: Lars Bjønness؛ زادهٔ ۲۷ ژوئیهٔ ۱۹۶۳) قایقران روئینگ اهل نروژ است.